# Stefan Varga
Stefan Varga (* 1966 in Flörsheim am Main) ist ein deutscher Gitarrist und Komponist.

## Leben und Wirken
Stefan Varga begann mit 13 Jahren Gitarre zu spielen. Nach dem Abitur klassisches Gitarrenstudium bei Thomas Flößner an der Wiesbadener Musikakademie und anschließend Jazzgitarre bei Werner Neumann und Norbert Scholly an der Johannes-Gutenberg-Universität in Mainz mit Abschluss als Diplom-Musiklehrer Fachrichtung Jazz. Workshops bei Mike Stern, Larry Carlton, Hubert Käppel, und Klaus König ergänzten seine Ausbildung. Gesangsunterricht Klassik/Musical bei Janice Harper und Jazz/Pop bei Anne Hartkamp. Stefan Varga spannt in seinen Kompositionen einen weiten Bogen zwischen Bach und Jazz, zwischen Rock und Knitting Factory. Er arbeitet hauptsächlich im Stefan Varga Trio (mit Jens Biehl, Schlagzeug und Wolfgang Ritter, Kontrabass) und ist außerdem mit dem ungarischen Jazzgitarristen Tibor Eichinger, dem Duo NAOMI sowie dem Jazztrio Swing Guitars (mit Ruud van Duijse, Gitarre und Jörg Mühlhaus, Kontrabass) unterwegs.
Varga besitzt langjährige Erfahrung als Dozent für Gitarre und Ensembles sowie als Live- und Studiomusiker. Er schrieb diverse Filmmusiken für ARTE/ZDF sowie zahlreiche Jazzkompositionen.

## Diskographische Hinweise
- 1995  Getaway – Somehow Different
- 1998  theistalbuben – Come Together
- 1999  My Favourite Songs (Solo)
- 2001  Wild – Hartchor
- 2004  West And East – West And East
- 2005  Meadow Jam – Live In Budapest
- 2006  Falubuli – Live
- 2007  24 mal Liebe – Musik zu Gedichten von Rainer Rupröder
- 2009  West And East – Balkan Ska
- 2011  ZoZo – Squared (rec/odds)
- 2014  Swing Guitars – Out of nowhere (rec/odds)
- 2016  Tibor Eichinger & Stefan Varga – Brothers in Art (Jazzsick Records)
- 2017  NAOMI – in concert (rec/odds)
- 2018  Stefan Varga Trio (rec/odds)
- 2021  Orpheus (rec/odds)